# Théodore Lefèvre
Théodore Lefèvre (Gand, 17 gennaio 1914 – Woluwe-Saint-Lambert, 18 settembre 1973) è stato un politico belga.
È stato Primo ministro dal 25 aprile 1961 al 28 luglio 1965 e presidente del Partito Popolare Cristiano dal 1950 al 1961.

## Biografia

### Famiglia
Theo Lefèvre era il figlio di un avvocato di Gand, Etienne Lefèvre e Maria Rogman. Aveva un fratello minore, Etienne Lefèvre. Il padre apparteneva all'ala cristiano-democratico del partito cattolico. Ha trascorso tutta la guerra dal 1914 al 1918 al fronte ed è tornato molto martoriato, segnato dagli effetti di un attacco di gas.
Nel mese di agosto 1944, Theo Lefèvre ha sposato Marie-José Billiaert (1918-1998). I due hanno avuto tre figli.

### Vita
Lefèvre era dottore in legge e avvocato presso Gand. Durante la guerra egli apparteneva al gruppo di resistenza intorno a Tony Herbert. Nel 1946 è stato co-fondatore del Partito popolare cristiano, è stato eletto membro del Parlamento (CVP) per il distretto Gand-Eeklo e si sedette in Parlamento fino al 1971. Ha poi seduto in Senato fino alla sua morte.
Nel settembre 1950, sulla scia della Questione Reale, il cui esito aveva battuto ferite profonde all'interno del CVP, è stato eletto presidente del partito. Rimase fino al maggio 1961. Era una personalità importante nella lotta della scuola in cui ha guidato la resistenza contro le leggi Collard, come capo del Comitato Nazionale per la Libertà e la Democrazia. La sua popolarità raggiunse il suo picco.
Il 25 dicembre 1958, è stato nominato Ministro di Stato da parte del governo Eyskens III.

### Primo ministro

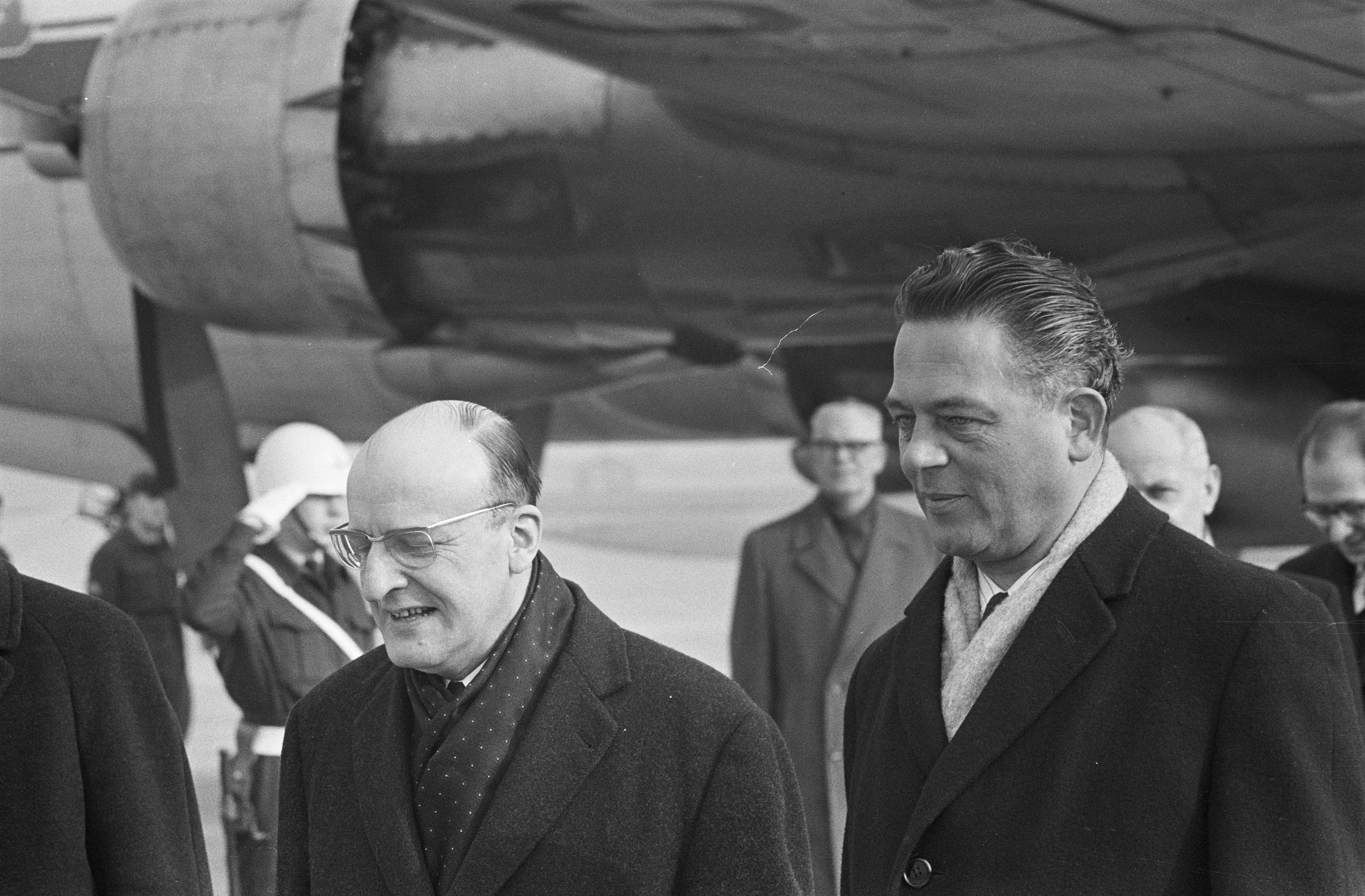
Il primo ministro belga visita il ministro Marijnen, il ministro Marijnen in arrivo insieme al premier Lefevre all'aeroporto di Ypenburg

Dal 25 aprile 1961 al 28 luglio 1965 è stato primo ministro a capo di una coalizione CVP-BSP. Questa è stata tutt'altro che una coalizione naturale, perché poco prima il paese era rimasto ai margini di una guerra civile a causa dell'opposizione socialista alle cosiddette "unità" del governo Eyskens. Uno sciopero nazionale, sostenuto dal BSP, aveva reso tutta la vita economica in frantumi e paralizzato anche l'inverno 1960-1961.
Durante il suo governo, stava preparando una terza revisione della costituzione, la divisione della Katholieke Universiteit Leuven fu regolata a livello comunitario e stabilì la barriera linguistica.
Una profonda modifica della legge sulle malattie mantenne le affascinanti settimane di campagna dalle gravi reazioni a causa di alcuni medici. Solo dopo lunghe discussioni e compromessi fu reso possibile raggiungere un accordo.
I cambiamenti nella legislazione fiscale e l'introduzione dell'IVA (imposta sul valore aggiunto) causarono meno problemi.
Nel 1964, ebbe luogo la principale azione estera. Il governo decise di volare con le truppe para in Congo e Stanleyville per condurre un'azione militare che doveva salvare un migliaio di connazionali dalle mani dei ribelli congolesi.

## Pubblicazioni
- Amerika en wij: speurtochten naar onze toekomst, Lier, 1966.
- Wetenschap vandaag voor de maatschappij van morgen, Tielt, 1970

## Onorificenze e distinzioni
- Ministro di Stato, da decreto reale